# 少年ドラマシリーズ
少年ドラマシリーズ（しょうねんドラマシリーズ）は、1972年から1983年にかけてNHK総合テレビジョンで放送された、主に小中学生向けのテレビドラマシリーズ。1972年の『タイム・トラベラー』から1983年の『だから青春 泣き虫甲子園』まで99作品が放送された。

## 解説
1972年1月の放送開始から1973年3月までは毎週土曜18時枠、1973年度から1975年度は月曜から水曜日、1976年度と1977年度は月曜から木曜日の18時枠の帯番組として放送され、1978年度から1983年度までは特番として断続的に放送された。
SF、ミステリー、コメディ、海外作品などバラエティ豊かな作品群を提供している。
帯番組時代は大半が東京のNHK放送センター制作だが、1973年から1977年にかけて名古屋放送局も一部の作品を制作した。名古屋市とその近郊でロケが行われたものも多く、伊賀上野を舞台にしたものもあった。また、出演者が『中学生日記』と重複することもあった。東京制作分はSFものを重視していたのに対し名古屋制作分は原作ものを重視していた。
1973年度から1977年度まで18時台の海外ドラマは独立番組として放送されず、“少年ドラマシリーズ”の作品として放送された。
また、池上季実子や古手川祐子、紺野美沙子といった女優が少年ドラマシリーズで実質上のデビューを飾っている。
1981年11月2・3日の2日に渡って放送された『星の牧場』は、NHKのテレビ初のステレオ・ドラマである。

## 再評価
1970年代の作品は2インチVTRが高価であり、加えて著作権法の絡みなどから、作品の大半は放送後に上書き消去され、数作を除いてNHKには残っていないとされていた。しかし、フィルム撮影の『つぶやき岩の秘密』『ユタとふしぎな仲間たち』や当時の視聴者の録画テープを基にした『なぞの転校生』などとともに、現存していた作品は1989年前後にNHKソフトウェア（NHKエンタープライズ）のVISUAL VOOKレーベルなどからセルビデオで発売された。
その後1998年に「ドラマ愛の詩」の放送開始で少年ドラマシリーズが再認識されるようになり、1999年にインターネットコミュニティ上で有志が資料提供などを募る「少年ドラマシリーズ復刻キャンペーン」を展開。そして当時の視聴者・出演者・制作関係者から『悦ちゃん』、『蜃気楼博士』などVHS・ベータマックス・Uマチック等で録画されたビデオテープがNHKに寄贈された。NHKで歪みなどの映像修繕を経て、2001年に断片的でありつつも数編の作品がDVDビデオ化（販売元:アミューズ）され、またNHKアーカイブス (施設)等でも一部の作品を視聴することが可能になっている（所蔵はされているが状態などの関係も有り、『蜃気楼博士』など現在一般には公開されていない作品もある）。NHKアーカイブス所蔵の作品に関しては、ごく一部ではあるがNHKオンデマンドで公開されインターネットで閲覧できる物も有る。ただし、松本清張原作の『赤い月』は、NHKソフトウェアから発売の「懐かしのこども番組グラフィティー・夕方六時セレクション (2)」にダイジェスト収録。また、『長くつ下のピッピ』は、アスミック・エースエンタテインメントより発売されているが（全4作）、こちらは短縮再編集された劇場公開版のため、内容は若干テレビ版とは異なり、注意が必要（吹き替えも違い、ピッピ役の吹き替えは岸田今日子。ただし、DVD版で第3作に当たる「ピッピの宝島」のみテレビ版と同じキャロライン洋子の吹き替えとなっており、この作品のみテレビ版の音声を流用した物と考えられる）。
また、映像以外の資料も公式にはあまり残されておらず、熱心な視聴者が記録を採っていたもの程度に留まるが、2001年にアスキー（現：KADOKAWA・アスキー・メディアワークスブランド）からDVDビデオとの連動企画で少年ドラマシリーズのムック本、『NHK少年ドラマシリーズのすべて』が刊行されている。前述のNHKアーカイブスにも台本等の資料がわずかに所蔵されているが一般には公開されていない。

## 放送時間
| 期間                | 放送時間                                                        |
| ------------------- | --------------------------------------------------------------- |
| 1972年度            | 土曜日 18:05 - 18:35                                            |
| 1973年度 - 1975年度 | 月曜日 - 水曜日 18:05 - 18:30                                   |
| 1976年度            | 月曜日 - 木曜日 18:05 - 18:30                                   |
| 1977年度            | 月曜日 - 木曜日 18:20 - 18:40                                   |
| 1978年度            | 月曜日 - 木曜日 18:25 - 18:40（『ポンコツロボット太平記』のみ） |
| 1979年度            | 月曜日 - 日曜日 18:00 - 18:29（『七瀬ふたたび』のみ）           |
| 1980年度            | 18:00 - 18:30（夏・冬）                                         |
| 1981年度            | 18:00 - 18:40（夏・秋・冬）                                     |
| 1982年度            | 18:00 - 18:30（春・夏）                                         |
| 1983年度            | 火曜日 19:30 - 19:59（『だから青春 泣き虫甲子園』のみ）         |

## 作品一覧
|    | タイトル                               | 放送期間                  | 原作                                           | 制作局 | DVD及び現存状況 |
| -- | -------------------------------------- | ------------------------- | ---------------------------------------------- | ------ | --- |
| 1  | タイム・トラベラー                     | 1972年1月1日 - 2月5日     | 筒井康隆「時をかける少女」                     | 東京   | アンソロジーⅠ（映像は最終話のみ、音声は全話現存）                                                                       |
| 2  | 満員御礼                               | 1972年2月12日 - 3月25日   | 渡辺茂男「寺町三丁目十一番地」                 | 東京   | |
| 3  | ミルナの座敷                           | 1972年4月1日 - 4月29日    | 須知徳平                                       | 東京   | |
| 4  | とべたら本こ                           | 1972年5月6日 - 5月27日    | 山中恒                                         | 東京   | |
| 5  | 悲しみは海の色                         | 1972年6月3日 - 6月24日    | 山下喬子                                       | 東京   | |
| 6  | 怪人オヨヨ                             | 1972年7月1日 - 7月29日    | 小林信彦「オヨヨ島の冒険」「怪人オヨヨ大統領」 | 東京   | |
| 7  | 少年オルフェ                           | 1972年9月2日 - 9月23日    | 米沢幸男                                       | 東京   | |
| 8  | どっちがどっち                         | 1972年9月30日 - 10月28日  | 大木圭                                         | 東京   | |
| 9  | 続 タイムトラベラー                    | 1972年11月4日 - 12月2日   | 石山透（原案：筒井康隆）                       | 東京   | アンソロジーⅠ音声のみ                                                                                                   |
| 10 | はつさんハーイ!                        | 1973年1月6日 - 1月27日    | 由起しげ子「女中ッ子」                         | 東京   | |
| 11 | コロッケ町のぼく                       | 1973年2月3日 - 3月31日    | 筒井敬介                                       | 東京   | |
| 12 | 暁はただ銀色                           | 1973年4月2日 - 4月11日    | 光瀬龍                                         | 東京   | |
| 13 | 気まぐれ指数                           | 1973年4月16日 - 4月25日   | 星新一                                         | 名古屋 | |
| 14 | 空飛べ!キャットウィーズル              | 1973年5月7日 - 5月23日    | 脚本：リチャード・カーペンター                 | 海外   | |
| 15 | けんかえれじい                         | 1973年5月28日 - 6月6日    | 鈴木隆                                         | 東京   | |
| 16 | あなたの町                             | 1973年6月11日 - 6月20日   | 宮原昭夫                                       | 名古屋 | |
| 17 | ロンドン大追跡                         | 1973年6月25日 - 7月4日    | アイルマー・ハル                               | 海外   | |
| 18 | つぶやき岩の秘密                       | 1973年7月9日 - 7月19日    | 新田次郎                                       | 東京   | 全話 |
| 19 | それ行け名探偵                         | 1973年9月3日 - 9月12日    | 城戸禮「探偵令嬢」                             | 名古屋 | |
| 20 | ぼくがぼくであること                   | 1973年9月17日 - 9月26日   | 山中恒                                         | 東京   | |
| 21 | 海のセバスチャン                       | 1973年10月1日 - 10月24日  | 脚本：セシル・オーブリー                       | 海外   | |
| 22 | しろばんば                             | 1973年11月5日 - 11月21日  | 井上靖                                         | 東京   | |
| 23 | マッティと大ちゃん                     | 1973年11月26日 - 12月12日 | 佐藤愛子                                       | 名古屋 | |
| 24 | 姉弟                                   | 1974年1月1日              | 郷志津子「成就」                               | 東京   | |
| 25 | 夕ばえ作戦                             | 1974年1月14日 - 1月23日   | 光瀬龍                                         | 東京   | |
| 26 | マリコ                                 | 1974年1月28日 - 2月6日    | 高谷玲子「静かに自習せよ」                     | 東京   | |
| 27 | 荒野の王子                             | 1974年2月11日 - 3月6日    |                                                | 海外   | |
| 28 | ぼくのおじさん                         | 1974年3月18日 - 4月12日   | 北杜夫                                         | 名古屋 | |
| 29 | まぼろしのペンフレンド                 | 1974年4月15日 - 5月1日    | 眉村卓                                         | 東京   | |
| 30 | ユタとふしぎな仲間たち                 | 1974年5月6日 - 5月8日     | 三浦哲郎                                       | 東京   | 総集編 |
| 31 | おんぼろ車のドナおばさん               | 1974年5月13日 - 5月22日   | ノエル・ストリートフィールド                   | 海外   | |
| 32 | 悦ちゃん                               | 1974年5月27日 - 6月19日   | 獅子文六                                       | 名古屋 | 全話（第2話冒頭のみ欠落）、番組公開ライブラリーで公開                                                                   |
| 33 | 秘密の白い石                           | 1974年6月24日 - 7月17日   | グンネル・リンデ                               | 海外   | |
| 34 | 風の中の子供                           | 1974年8月27日 - 9月4日    | 坪田譲治                                       | 東京   | |
| 35 | 霧の湖                                 | 1974年9月9日 - 9月18日    | 久生十蘭「肌色の月」                           | 東京   | 全話 |
| 36 | 空中アトリエ                           | 1974年9月23日 - 10月9日   | 武川みづえ                                     | 名古屋 | |
| 37 | 少年カウボーイ                         | 1974年10月14日 - 11月6日  |                                                | 海外   | |
| 38 | 二十四の瞳                             | 1974年11月11日 - 11月20日 | 壺井栄                                         | 東京   | |
| 39 | アルプスのスキーボーイ                 | 1974年11月25日 - 12月18日 |                                                | 海外   | |
| 40 | 春の太鼓                               | 1975年1月3日              | 井原西鶴「本朝桜陰比事」                       | 東京   | |
| 41 | 末っ子物語                             | 1975年1月6日 - 1月15日    | 尾崎一雄                                       | 東京   | |
| 42 | 太郎                                   | 1975年1月20日 - 1月29日   | 曽野綾子「太郎物語・高校編」                   | 東京   | |
| 43 | マッティと愉快な仲間たち               | 1975年2月3日 - 2月26日    | 佐藤愛子「まんなか娘」「愉快なやつ」           | 名古屋 | |
| 44 | 六年二組の春は…                        | 1975年3月3日 - 3月12日    | 山中恒                                         | 東京   | |
| 45 | キヨ子は泣くもんか                     | 1975年3月17日 - 3月26日   | 川北亮司「街かどの風」                         | 名古屋 | |
| 46 | 赤外音楽                               | 1975年4月7日 - 4月16日    | 佐野洋                                         | 東京   | |
| 47 | ふたりの追跡（The Long Chase）         | 1975年4月21日 - 5月14日   |                                                | 海外   | |
| 48 | 珍太郎日記                             | 1975年5月19日 - 6月11日   | 佐々木邦「珍太郎日記」「いたずら小僧日記」     | 名古屋 | |
| 49 | ジュンのあした                         | 1975年6月16日 - 7月9日    | 井上明子「涙よさようなら」                     | 東京   | |
| 50 | リバーハウスの虹                       | 1975年7月14日 - 7月30日   | エセル・ターナー「Australian Seven Children」  | 海外   | |
| 51 | 野菊の墓                               | 1975年9月1日 - 9月17日    | 伊藤左千夫                                     | 東京   | |
| 52 | 長くつ下のピッピ                       | 1975年9月22日 - 10月15日  | アストリッド・リンドグレーン                   | 海外   | 劇場編集版 |
| 53 | すばらしき友人                         | 1975年10月20日 - 11月12日 | 中村八朗                                       | 名古屋 | |
| 54 | なぞの転校生                           | 1975年11月17日 - 12月3日  | 眉村卓                                         | 東京   | 全話 |
| 55 | ぼくのテムズ川                         | 1975年12月8日 - 12月17日  | ペギー・ミラー                                 | 海外   | |
| 56 | あおげばとうとし                       | 1976年1月3日              | 山中恒「われら受験特攻隊」                     | 東京   | |
| 67 | 二十四の瞳 第2部                       | 1976年1月5日 - 1月14日    | 壷井栄                                         | 東京   | |
| 58 | 幼年時代                               | 1976年1月19日 - 1月29日   | 室生犀星                                       | 東京   | |
| 59 | アルプスの少女ハイジ                   | 1976年2月2日 - 2月11日    | ヨハンナ・スピリ                               | 海外   | |
| 60 | アケミの門出                           | 1976年2月16日 - 2月25日   | 早船ちよ                                       | 名古屋 | |
| 61 | ママの卒業式                           | 1976年3月2日 - 3月17日    | 手島悠介「二十八年目の卒業式」                 | 名古屋 | 全話 |
| 62 | いつわりの微笑                         | 1976年4月5日 - 5月6日     | 津村節子                                       | 東京   | |
| 63 | 明日への追跡                           | 1976年5月10日 - 5月27日   | 光瀬龍                                         | 東京   | アンソロジーⅠ不完全 |
| 64 | 長くつ下のピッピ-冒険旅行-・-海賊退治- | 1976年5月31日 - 6月10日   | アストリッド・リンドグレーン                   | 海外   | |
| 65 | 地球防衛団                             | 1976年6月14日 - 7月1日    |                                                | 海外   | |
| 66 | いたずらっ子エミール                   | 1976年7月5日 - 7月22日    | アストリッド・リンドグレーン                   | 海外   | |
| 67 | 巣立つ日まで                           | 1976年9月6日 - 10月1日    | 菅生浩                                         | 東京   | |
| 68 | 森の秘密                               | 1976年10月4日 - 10月21日  | ハリー・ヘイレン                               | 海外   | |
| 69 | 兎の眼                                 | 1976年10月25日 - 11月18日 | 灰谷健次郎                                     | 名古屋 | |
| 70 | 快傑黒頭巾                             | 1976年11月22日 - 12月2日  | 高垣眸                                         | 東京   | 全話 |
| 71 | 風の又三郎                             | 1976年12月6日 - 12月9日   | 宮沢賢治                                       | 東京   | アンソロジーⅢ不完全 |
| 72 | 姉妹（きょうだい）                     | 1976年12月13日 - 12月16日 | 畔柳二美                                       | 東京   | 全話、未公開 |
| 73 | 安寿と厨子王                           | 1976年12月20日 - 12月23日 | 「山椒太夫」（説経節）                         | 東京   | |
| 74 | 11人いる!                              | 1977年1月2日              | 萩尾望都                                       | 東京   | 全話 |
| 75 | 未来からの挑戦                         | 1977年1月10日 - 2月11日   | 眉村卓「ねらわれた学園」「地獄の才能」         | 東京   | アンソロジーⅡ編集版（その後2014年までに一話35分の番組に再編集された再放送分の映像全10回版が新たに発掘され映像修復済み） |
| 76 | きみはサヨナラ族か                     | 1977年2月14日 - 3月3日    | 森忠明                                         | 名古屋 | |
| 77 | 困ったなア                             | 1977年3月7日 - 3月24日    | 佐藤愛子                                       | 名古屋 | 全話 |
| 78 | 赤い月                                 | 1977年4月4日 - 5月5日     | 松本清張「高校殺人事件」                       | 東京   | こども番組グラフィティ2ダイジェスト                                                                                     |
| 79 | アン通り47番地                         | 1977年5月9日 - 5月26日    |                                                | 海外   | |
| 80 | 叱られ人生                             | 1977年5月30日 - 6月23日   | サトウハチロー「詩集」                         | 東京   | |
| 81 | 孤島の秘密                             | 1977年6月27日 - 7月21日   |                                                | 海外   | |
| 82 | 幕末未来人                             | 1977年9月5日 - 9月29日    | 眉村卓「思いあがりの夏」「名残の雪」           | 東京   | 全話 |
| 83 | 十三歳の夏                             | 1977年10月3日 - 10月27日  | 乙骨淑子                                       | 名古屋 | |
| 84 | 白い峠                                 | 1977年10月31日 - 12月1日  | オリジナル                                     | 名古屋 | 全話、未公開 |
| 85 | スカイパトロール チョッパー・ワン      | 1977年12月5日 - 12月22日  |                                                | 海外   | |
| 86 | 蜃気楼博士                             | 1978年1月9日 - 1月26日    | 都筑道夫                                       | 名古屋 | 2022年6月20日から同月22日にかけてNHK BSプレミアムの番組『プレミアムカフェ』で再放送。                                   |
| 87 | その町を消せ!                          | 1978年1月30日 - 2月23日   | 光瀬龍「消えた町」「その花を見るな！」         | 東京   | 不完全（第2話欠落、音声のみ）                                                                                           |
| 88 | 寒い朝                                 | 1978年2月27日 - 3月16日   | 石坂洋次郎                                     | 名古屋 | |
| 89 | ポンコツロボット太平記                 | 1978年12月25日 - 12月28日 | 石川英輔                                       | 東京   | アンソロジーⅡ不完全 |
| 90 | 七瀬ふたたび                           | 1979年8月6日 - 8月18日    | 筒井康隆                                       | 東京   | 全話 |
| 91 | オハヨウ先生こんにちは                 | 1980年8月4日 - 8月11日    | オリジナル（脚本：田波靖男）                   | 東京   | アンソロジーⅢ不完全 |
| 92 | ぼくとマリの時間旅行                   | 1980年8月12日 - 8月15日   | 小松左京「時間エージェント」                   | 東京   | アンソロジーⅡ全話 |
| 93 | 家族天気図                             | 1980年12月22日 - 12月27日 | オリジナル（脚本：関功）                       | 東京   | 全話 |
| 94 | おとうと                               | 1981年8月27日 - 8月28日   | 幸田文                                         | 東京   | |
| 95 | 星の牧場                               | 1981年11月2日 - 11月3日   | 庄野英二                                       | 東京   | 全話 |
| 96 | あんずよ燃えよ                         | 1981年12月21日 - 12月22日 | 室生犀星「性に目覚める頃」                     | 東京   | 全話 |
| 97 | 芙蓉の人                               | 1982年4月1日 - 4月2日     | 新田次郎                                       | 東京   | 全話 |
| 98 | おれたち夏希と甲子園                   | 1982年8月2日 - 8月6日     | 高星由美子「野球狂の詩を唄う娘」               | 東京   | 全話 |
| 99 | だから青春 泣き虫甲子園                | 1983年6月14日 - 10月11日  | あだち充、やまさき十三「ああ！青春の甲子園」   | 東京   | 全話 |